# Henri Philippe Pétain
Henri Philippe Benoni Omer Joseph Pétain (Cauchy-a-la-Tour, Pas de Calais, 24 d'abril de 1856 – L'Île-d'Yeu, 23 de juliol de 1951), generalment conegut com a Philippe Pétain o Mariscal Pétain, fou un general i heroi de guerra francès durant la primera guerra mundial, més tard Cap d'Estat de la França de Vichy, col·laboracionista amb els nazis, del 1940 al 1944. A causa del seu lideratge militar durant la Primera Guerra Mundial, fou considerat un heroi a França, però les seves accions durant la Segona Guerra Mundial provocaren que fos jutjat i sentenciat a mort per traïció, que li fou commutada per cadena perpètua per Charles de Gaulle. En la França actual, és considerat, generalment, un traïdor, i el pétainisme és un terme pejoratiu per a determinades polítiques reaccionàries. Durant la seva etapa com a cap d'estat francès també ostentà el càrrec de copríncep d'Andorra.

## Biografia
Fill d'una família de camperols catòlics, el 1876 ingressà a l'Acadèmia Militar de Saint-Cyr i el 1887 a l'École Supérieure de Guerre de París, on va rebre classes des del 1906. En les seves lliçons es mostrava favorable als desplegaments tàctics defensius i al desenvolupament de les línies fortificades. El 1912 assolí la graduació de coronel.

### Primera Guerra Mundial
En esclatar la Primera Guerra Mundial el 1914 estava pendent de retirar-se, però l'ascendiren a general, i, amb el comandament del II Exèrcit francès, va intervenir en la victòria de Xampanya, el setembre de 1915, i l'any següent en la defensa de Verdun, on comptà en les seves files amb el futur general Charles de Gaulle.
La forma en què dirigí les operacions militars d'aquesta batalla, que va durar deu mesos, li van fer guanyar el respecte i l'admiració dels francesos. Gràcies a això, quan mesos més tard el descontentament i desencoratgement de les tropes provocà una sèrie d'amotinaments, fou nomenat comandant en cap de l'exèrcit en substitució de Robert-Georges Nivelle, que havia fracassat en l'ofensiva del Chemin des Dames. Va millorar les condicions de vida dels soldats, encara que reprimí amb duresa els amotinats, reorganitzà la institució i tornà la confiança a les tropes.
Fins al final de la guerra es va mantenir en el càrrec, tot i que des d'abril de 1918 restà a les ordres del general Ferdinand Foch, quan aquest, que era el seu cap d'Estat Major, fou nomenat pels aliats generalíssim suprem dels exèrcits del front occidental, que van detenir l'última ofensiva alemanya i protagonitzaren la contraofensiva que els obligà a l'armistici. Al novembre de l'any 1918, Pétain va rebre el bastó de mariscal.

### Guerra del Rif

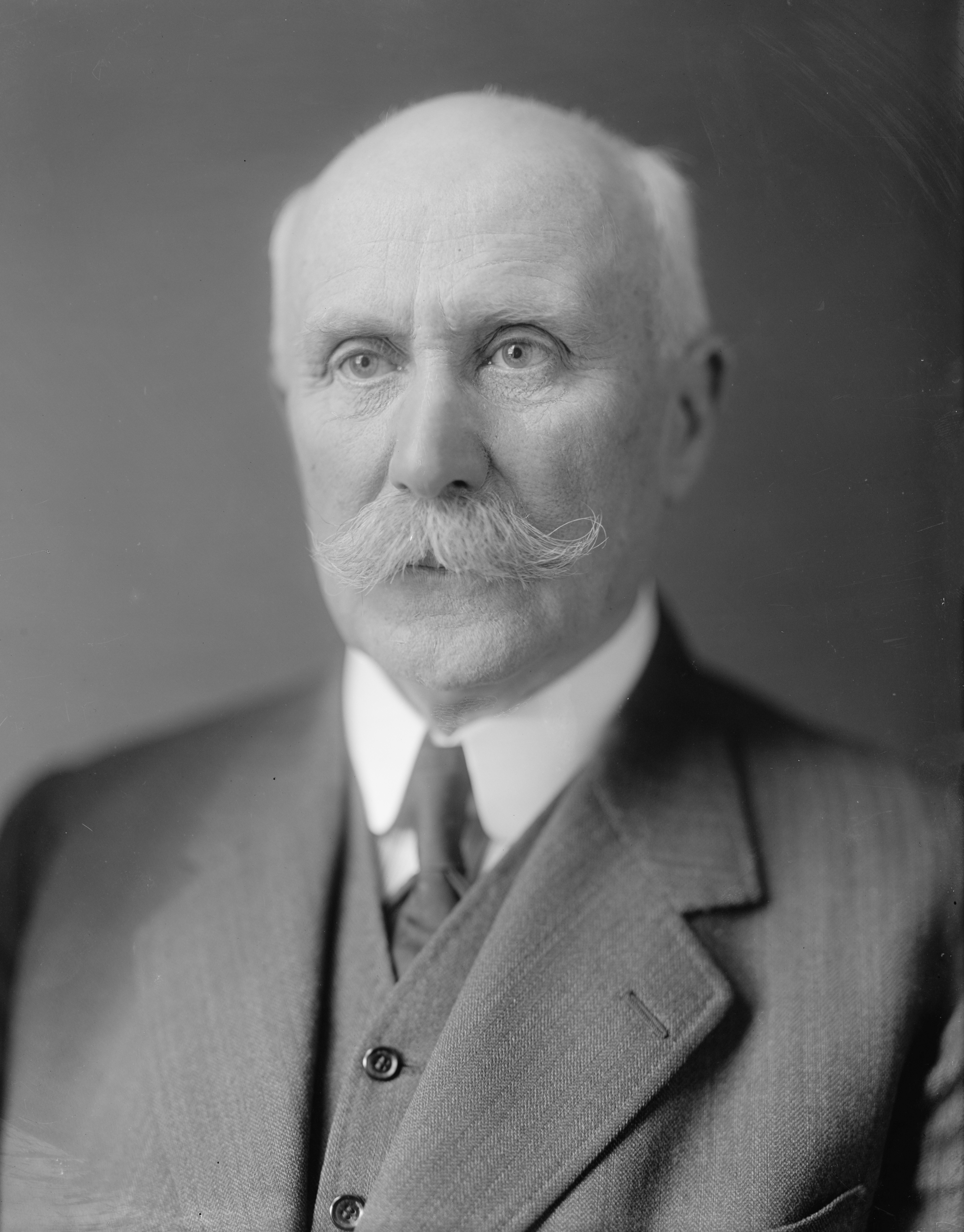
Henri Philippe Pétain vers el 1930

No tornà a entrar en acció fins al 1925, quan fou enviat al Marroc per combatre en la Guerra del Rif al rifeny Abd el-Krim, a qui va sotmetre el 1926. Posteriorment fou inspector general de l'Exèrcit, ministre de Guerra en el govern de Gaston Doumergue i, el 1939, ambaixador en l'Espanya de Franco.

### Segona Guerra Mundial
Després de la derrota del maig de 1940 de l'exèrcit francès davant de l'alemany, fou nomenat ministre d'Estat i vicepresident del consell de ministres del govern de Paul Reynaud. Quan aquest va dimitir, es va fer càrrec de la presidència i hagué de negociar l'armistici amb els alemanys a Compiègne.
Més tard es va reunir amb Adolf Hitler a Montoire, amb qui va pactar un règim de col·laboració. Va traslladar la capital del nou estat a Vichy (la França de Vichy), adoptà el títol de Cap d'Estat (i no pas el de President de la República francesa), i l'Assemblea li va donar poders plens per governar la França no ocupada. Arribat aquest punt, el llavors Cap d'Estat va començar una "Revolució nacional" sota el lema «Treball, família, pàtria», semblant en molts aspectes al govern autoritari, catòlic i tradicionalista del general Franco a Espanya i de Salazar a Portugal. Durant la seva estada com a ambaixador davant el govern de Franco a Espanya el 1939-1940, el mateix Pétain va admirar el seu règim.
Durant l'estiu de 1940, Pétain comptava amb el suport de bona part de la població francesa, convençuda que havia salvat França de la destrucció total. Tanmateix, restà en evidència quan Charles de Gaulle inicià les crides a la Resistència des de Londres i quan els alemanys ocuparen, de fet, tota França.
Va acceptar convertir-se en policia dels invasors, adoptant una actitud passiva (o sovint activa) davant les deportacions de jueus i donant suport al reclutament de soldats francesos per combatre amb uniforme alemany en el front rus (Divisió Carlemany).

### Caiguda i condemna
El desembarcament de Normandia el 1944 i l'ofensiva posterior provocaren el col·lapse del seu règim. Presoner dels alemanys, va ser conduït al castell de Sigmaringen a Alemanya amb Pierre Laval i d'altres col·laboradors. Quan va caure el Tercer Reich, es va refugiar a Suïssa abans d'entregar-se a les autoritats franceses. Fou jutjat sota acusació d'alta traïció i condemnat a mort. No obstant, Charles de Gaulle li va commutar la condemna per cadena perpètua, en atenció als seus serveis durant la Primera Guerra Mundial i a la seva edat (89 anys el 1945). Fou confinat a l'Île-d'Yeu, on va morir el 1951.

## Llista dels governs de Pétain fins al 1942

### Primer govern de Pétain, 16 de juny - 12 de juliol de 1940

Estendard presidencial de la França de Vichy.

- Philippe Pétain - Cap d'estat i President del Consell.
- Camille Chautemps - Vicepresident del Consell.
- Paul Baudoin - Ministre d'Afers Exteriors.
- Maxime Weygand - Ministre de Defensa Nacional.
- Louis Colson - Ministre de la Guerra.
- Charles Pomaret - Ministre d'Interior.
- Yves Bouthillier - Ministre de Finances i Comerç.
- André Février - Ministre de Treball.
- Charles Frémicourt - Ministre de Justícia.
- François Darlan - Ministre de Marina Mercant i Militar.
- Bertrand Pujo - Ministre de l'Aire.
- Albert Rivaud - Ministre d'Educació.
- Jean Ybarnegaray - Ministre de Família i Veterans Francesos.
- Albert Chichery - Ministre de d'Agricultura i Subministrament.
- Albert Rivière - Ministre de Colònies.
- Ludovic-Oscar Frossard - Ministre de Treball Públic i Transmissions.

Canvis
- 23 de juny - Adrien Marquet i Pierre Laval accedeixen al Gabinet com a Ministres d'Estat.
- 27 de juny 1940 - Adrien Marquet succeeix Pomaret al Ministeri de l'Interior. André Février succeeix Frossard al Ministeri de Transmissions. Frossard reté el Ministeri de Treball Públic. Charles Pomaret succeeix Février al Ministeri de Treball.

### Segon govern de Pétain, 12 de juliol - 6 de setembre de 1940
- Philippe Pétain - Cap d'estat i President del Consell.
- Pierre Laval - Vicepresident del Consell.
- Paul Baudoin - Ministre d'Afers Exteriors.
- Maxime Weygand - Ministre de Defensa Nacional.
- Louis Colson - Ministre de Guerra.
- Adrien Marquet - Ministre de l'Interior.
- Yves Bouthillier - Ministre de Finances.
- René Belin - Ministre de Producció Industrial i Treball.
- Raphaël Alibert - Ministre de Justícia.
- François Darlan - Ministre de Marina.
- Bertrand Pujo - Ministre d'Aviació.
- Émile Miraud - Ministre d'Instrucció Pública.
- Pierre Caziot - Ministre d'agricultura i recursos.
- Henry Lémery - Ministre de Colònies.
- Jean Ybarnegaray - Ministre de Joventut i Família.
- François Piétri - Ministre de Comunicació.

### Tercer govern de Pétain, 6 de setembre de 1940 - 25 de febrer de 1941
- Philippe Pétain - Cap d'estat i President del Consell.
- Pierre Laval - Vicepresident del Consell.
- Paul Baudoin - Ministre de d'Afers Exteriors.
- Charles Huntziger - Ministre de Defensa.
- Marcel Peyrouton - Ministre de l'Interior.
- Yves Bouthillier - Ministre de Finances.
- René Belin - Ministre d'Industria, Producció i Treball.
- Raphaël Alibert - Ministre de Justícia.
- François Darlan - Ministre de Marina.
- Jean Bergeret - Ministre d'Aviació.
- Georges Ripert - Ministre d'Instrucció Pública i Joventut.
- Pierre Caziot - Ministre d'Agricultura i Subministraments.
- Charles Platon - Ministre de les Colònies.
- Jean Berthelot - Ministre de Comunicacions.

Canvis
- 28 d'octubre 1940 - Pierre Laval succeeix Baudoin com a Ministre d'Afers Exteriors.
- 13 de desembre 1940 - Pierre Laval perd els seus càrrecs. Pierre Étienne Flandin succeeix Laval com a Ministre de d'Afers Exteriors. A més, Jacques Chevalier succeeix Ripert com a Ministre d'Instrucció Pública i Joventut. Paul Baudoin esdevé Ministre d'Informació.
- 2 de gener 1941 - Paul Baudoin és destituït com a Ministre d'Informació i la institució és abolida.
- 27 de gener 1941 - Joseph Barthélemy succeeix Alibert com a Ministre de Justícia.
- 10 de febrer 1941 - François Darlan succeeix Flandin com a Ministre d'Afers Exteriors.

### Quart govern de Pétain, 25 de febrer - 12 d'agost de 1941
- Philippe Pétain - Cap d'Estat i President del Consell.
- François Darlan - Vicepresident del Consell, Ministre d'Afers Exteriors, d'Interior i de Marina.
- Charles Huntziger - Ministre de Defensa Nacional.
- Yves Bouthillier - Ministre de Finances i Economia Nacional.
- Pierre Pucheu - Ministre de Producció Industrial.
- René Belin - Ministre de Treball.
- Joseph Barthélemy - Ministre de Justícia.
- Jean Bergeret - Ministre d'Aviació.
- Jérôme Carcopino - Ministre d'Educació Nacional i Joventut.
- Pierre Caziot - Ministre d'Agricultura.
- Jean-Louis Achard - Ministre de Subministrament.
- Charles Platon - Ministre de Colònies.
- Jacques Chevalier - Ministre de Família i Sanitat.
- Jean Berthelot - Ministre de Comunicació.
- Henri Moysset - Ministre d'Informació.

Canvis
- 18 de juliol de 1941 - Pierre Pucheu succeeix Darlan com a Ministre d'Interior. Darlan reté els seus altres càrrecs. François Lehideux succeeix Pucheu com a Ministre de Producció Industrial.

### Cinquè govern de Pétain, 12 d'agost de 1941 - 18 d'abril de 1942
- Philippe Pétain - Cap d'Estat i President del Consell.
- François Darlan - Vicepresident del Consell, Ministre d'Afers Exteriors, Ministre de Defensa Nacional, i Ministre de Marina.
- Pierre Pucheu - Ministre d'Interior.
- Yves Bouthillier - Ministre de Finances i Economia Nacional.
- François Lehideux - Ministre de Producció Industrial.
- René Belin - Ministre de Treball.
- Joseph Barthélemy - Ministre de Justícia.
- Jean Bergeret - Ministre d'Aviació.
- Jérôme Carcopino - Ministre d'Educació Nacional i Joventut.
- Pierre Caziot - Ministre d'Agricultura.
- Paul Charbin - Ministre de Subministrament.
- Charles Platon - Ministre de Colònies.
- Serge Huard - Ministre de Família i Sanitat.
- Jean Berthelot - Ministre de Comunicació.
- Paul Marion - Ministre d'Informació i Propaganda.
- Henri Moysset - Ministre d'Estat.
- Lucien Romier - Ministre d'Estat.